# Víctor Contreras Tapia
Víctor Benito Contreras Tapia (San Esteban, Los Andes, 7 de julio de 1906-Santiago, 11 de octubre de 2005) fue un obrero salitrero, dirigente sindical y político chileno, miembro del Partido Comunista (PC). Se desempeñó como parlamentario, así como ministro de Estado durante el gobierno del presidente radical Gabriel González Videla.

## Familia y estudios
Nació en San Esteban, Los Andes, el 7 de julio de 1906; hijo de Ramón Contreras Córdoba y Clodomira Tapia. Educado solo con estudios primarios en Arica, trabajó desde los 13 años como campesino y a los 17 se inició en faenas mineras salitreras. A los 19 años trabajó como cobrador de tranvía y luego, como maquinista de la Compañía de Electricidad de Valparaíso, ingresando además a la Federación Obrera de Chile (FOCh).
Se casó con María Ascensión Aguilera Olmedo y en segundas nupcias, con Julieta Henrion Navarrete. Tuvo dos hijos.

## Carrera política
en 1926 asumió como dirigente sindical, cargo que ejerció hasta 1932. En 1927 ingresó al Partido Comunista (PC).
Entre 1936 y 1939, ocupó el puesto de presidente del Sindicato de Estibadores de Tocopilla. En 1938 fue elegido como regidor de esa comuna, ejerciendo el cargo hasta 1940, cuando pasó a ejercer como alcalde de la misma, hasta 1945.
En las elecciones parlamentarias de 1945, se presentó como candidato a diputado en representación del Partido Progresista Nacional, denominación que ocuparon los comunistas en esos comicios. Resultó elegido por la Segunda Agrupación Departamental (correspondiente a los departamentos de Antofagasta, Tocopilla, El Loa y Taltal), por el período 1945-1949, Durante su gestión integró la Comisión Permanente de Gobierno Interior.
Paralelamente, durante el gobierno del presidente radical Gabriel González Videla fue nombrado como ministro de Tierras y Colonización; cargo que ejerció entre el 3 de noviembre de 1946 y el 16 de abril de 1947. En 1949, y como consecuencia de la «Ley de Defensa Permanente de la Democracia» impuesta por González Videla, fue relegado a Melinka.
En las elecciones parlamentarias de 1961, fue elegido como senador por la Primera Agrupación Provincial (Tarapacá y Antofagasta), por el período 1961-1969. En esa oportunidad integró la Comisión Permanente de Minería; y la de Agricultura y Colonización. En la segunda etapa de este período integró la Comisión Permanente de Trabajo y Previsión Social; y la de Policía Interior. Por otra parte, fue miembro suplente del Comité Parlamentario Comunista, entre 1961 y 1964 y en 1966. Además, en 1963 fue miembro de la delegación Chilena a la Conferencia Mundial Interparlamentaria en Belgrado, Yugoslavia, y en 1968, fue enviado en misión oficial a los países del área soviética.
En elecciones parlamentarias de 1969, obtuvo la reelección senatorial por la misma zona, por el período 1969-1977. En esa ocasión integró la Comisión Permanente de Gobierno; la de Relaciones Exteriores; la de Educación Pública; la de Economía y Comercio; y la de Obras Públicas. También, fue senador reemplazante en la Comisión Permanente de Policía Interior, y formó parte del Comité Central del PC. Sin embargo no logró finalizar su periodo parlamentario, debido al golpe de Estado del 11 de septiembre de 1973, el cual mediante el decreto ley n° 21 del 21 de septiembre de ese año, disolvió el Congreso Nacional.
Durante el ejercicio de su labor parlamentaria, entre las mociones presentadas que se convirtieron en ley de la República se encuentran: la ley n° 17.213, del 15 de octubre de 1969 «sobre revalorización de pensiones»; la ley n° 17.295, del 21 de febrero de 1970, «sobre creación del Registro Nacional y Profesional de Empleados de Farmacias»; y la ley n° 17.548, del 30 de octubre de 1971, «sobre concesión de amnistía a Santiago Alberto Montt Ramírez», que fue moción exclusiva.
Tras la instauración de la dictadura militar dirigida por el general Augusto Pinochet, fue exiliado a la República Democrática Alemana (RDA) en noviembre de 1973. Durante su estadía en ese país europeo participó en una serie de congresos y encuentros internacionales. Retornó a Chile en 1983, estableciéndose en una sencilla casa entregada por la otrora «Caja de Habitación Barata», en la población Miguel Dávila Carson de la comuna santiaguina de Pedro Aguirre Cerda.
Falleció el 11 de octubre de 2005, a la edad de 99 años.

## Historial electoral

### Elecciones parlamentarias de 1969
- Elecciones parlamentarias de 1969, candidato a senador por la 1ª Agrupación Provincial, Tarapacá y Antofagasta.